# Gerald Graham Smith
Gerald Graham Smith (1892-1976) va ser un botànic que va néixer a Grahamstown, Sud-àfrica. Havia estat director gerent d'una obra d'enginyeria durant uns 30 anys i va treballar estretament amb l'East London Museum des del 1931. Això el va convertir finalment en el president del museu. El principal interès de Smith era el gènere Haworthia, i el 1938 tenia una col·lecció enorme amb milers de plantes.

## Llibres seleccionats
- Courtenay-Latimer, Marjorie; Smith, Gerald Graham; Bokelmann, Hertha; Batten, Auriol. National Parks Board. The Flowering Plants of Tsitsikama Forest and Coastal National Park/ Die blomplante van die Tsitsikamabos en Seekus Nasionale Park (en anglès/afrikaans), 1967, p. 140.

- Bayer, Martin B.; Uitewaal, Antonius Josephus Adrianus; Treutein, Jens; Resende, Flávio; Smith, Gerald Graham. Alsterworthia international special issue. Alsterworthia international: special issue (en anglès), 1 de juliol de 2004, p. 43.

## Bobliografia complementària
- «Detall de l'autor» (HTML) (en anglès). Índex Internacional de Noms de Plantes.   International Organization for Plant Information (IOPI).